# Ken Carter
Kenny Ray Carter est homme d'affaires américain, éducateur et ancien entraîneur de basket-ball dans un lycée. Carter est allé aux universités de San Francisco State, puis Contra Costa College, et enfin George Fox University, où il joua au basket-ball.

## Biographie
Carter gagna en notoriété en 1999 quand en entraînant les Richmond High School Oilers, il annula tous les matchs de son équipe qui était invaincue jusqu'alors et prolongea cette annulation plusieurs jours parce que 15 des membres de l'équipe avaient d'inadmissibles faiblesses scolaires. Cet événement fut connu en tant que lockout (en français verrouillage), et son action fut critiquée par l'école, les parents des joueurs, la communauté, et les commentateurs télévisés.
Carter a maintenu le fait que ses athlètes devaient prendre leurs études plus au sérieux, car un bon niveau académique leur donnerait accès à l'université et à d'autres possibilités dans la vie. L'opinion publique a par la suite changé, et il fut alors félicité pour sa détermination à encourager les priorités concernant l'avenir des membres de son équipe.

## Cinéma
L'histoire de la saison 1999 est racontée dans le film Coach Carter sorti en 2005. Le rôle de Carter y est joué par Samuel L. Jackson.